# Сотня (адміністративна одиниця)
Со́тня (англ. hundred) — історична адміністративна одиниця в Англії та деяких регіонах Сполучених Штатів Америки, що була підрозділом графства або штату. Витоки назви походять від англосаксонського періоду історії Англії, коли ця адміністративна одиниця об’єднувала територію, площа пахотних земель на якій приблизно відповідала 100 гайдам. Традиція об’єднання населення за сотнями, бере свій початок у стародавніх германців, про що свідчать відповідні згадки центеній (лат. centeni) у Тацита у 98 році.

## Англія
Виникнення сотні як адміністративної одиниці англосаксонської Британії належить до IX століття. По мірі ускладнення англійського права та вдосконалення механізмів державного управління виникла необхідність створення декотрої проміжної адміністративної ланки між стародавньою та племінною областю regio. Оскільки базовою економічною й фіскальною одиницею стародавнього Вессекса була гайда, територія, що відповідала 100 гайдам, стала новою адміністративною одиницею. В самому Вессексі площа сотні могла складати від 20 до 150 гайд, натомість у Середній Англії (окрім територій данського права), сотні були більш однаковими за територією.
Головним органом управління староанглійської сотні була судова колегія, що первинно мала риси народних зборів. Судова колегія сотні розв’язувала місцеві судові тяжби, а також конфлікти з центральною владою, завідувала питаннями стягнення податків та інших платежів королю, організовувала набір національного ополчення — фірду. Адміністративним центром кожної сотні був королівський замок чи село, до яких стікалась продуктова рента від селян, які проживали на її території, й де розташовувалась резиденція представника короля — ріва, який мав судово-фіскальні функції.

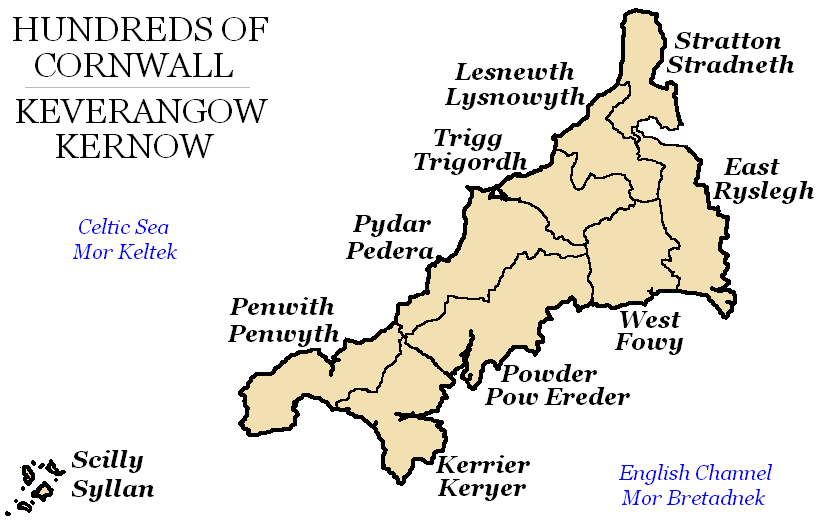
Поділ графства Корнуолл на сотні

З X століття сотні почали групуватись у графства. Причому розподіл сотень графствами різко відрізнявся у різних регіонах країни: так південноанглійське графство Девон поділялось на 32 сотні, натомість Лестершир, що виник в області данського права, включав до свого складу 4 (згодом — 6) сотні. На відміну від системи графств, що існує лише із невеликими змінами з часів англосаксів донині, сотня як адміністративна одиниця не була стабільною: межі сотень періодично змінювались, створювались і скасовувались попередні округи.
Поділ графств на сотні існував в Англії до XIX століття, коли замість сотень були введені виборчі округи й низка інших вузько функціональних територіальних утворень.

### Вепентейк
Місце сотні в адміністративному поділі східних регіонів Англії (Йоркшир, Дербішир, Лестершир, Нортгемптоншир, Ноттінгемшир, Лінкольншир і Ратленд) займав вепентейк (англ. wapentake). Це пов’язано з тим, що у X столітті, коли в решті частин Англії формувалась система сотень, східні області були захоплені данськими вікінгами й отримали адміністративний поділ за скандинавським зразком. Назва «вепентейк» походить від давньоанглійського «wæpentac», яке у свою чергу походить від скандинавського «vápnatak», що означало символічне брязкання зброєю після прийняття народними зборами вікінгів будь-якого рішення. Перша згадка про наявність в областях данського права адміністративної одиниці під назвою вепентейк належить до 962 року. Пізніше вепентейк став виконувати ті самі функції, що й сотня в інших частинах Англії: вирішення місцевих судових суперечок, посередництво між громадами і центральною владою, підтримання порядку і збирання податків.

### Лет і рейп
У Кенті існувала ще одна адміністративна одиниця, що займала проміжне положення між сотнею і графством: лет (англ. lathe). У «Книзі Страшного суду» 1086 року згадуються сім летів Кенту. Очевидно, вони були реліктами давнього поділу ютського королівства Кент на провінції. Лети поділялись на сотні, як і в інших областях Англії. Згодом кентські лети відігравали суттєву роль в системі розподілу податків й організації судових закладів Кенту та існували до XVII століття.
Споріднену з Кентом адміністративну структуру мав Сассекс: тут роль кентських летів відігравали рейпи (англ. rape), що об’єднували кілька сотень. Разом у графстві Сассекс було шість рейпів: Ерандел, Брамбер, Гастінгс, Льюїс, Певенсі й Чичестер. Хоча рейпи мали чіткі феодальні риси, будучи організованими як замкові округи для організації оборони, їх назва каже про давніше походження: у стародавніх германців існував звичай позначати кордони земельних ділянок мотузками (англо-сакс.: rap; англ. rope). Кожен із сассекських рейпів мав власного шерифа. Є версія, що особливий адміністративний поділ Сассексу виник за часів Вільгельма Завойовника на базі старішої структури для захисту шляху з Лондона в Нормандію.

## Скандинавія

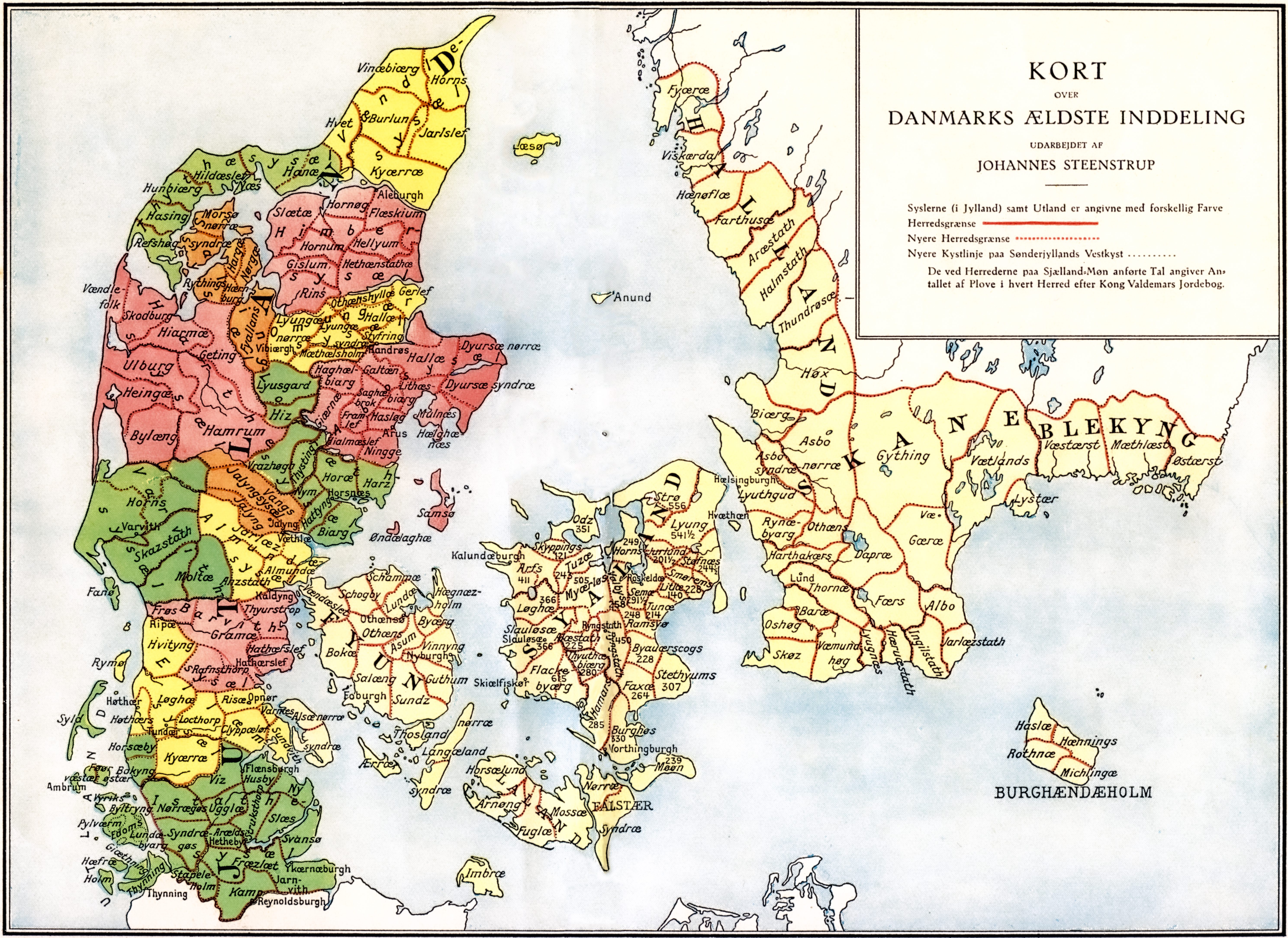
Карта середньовічної Данії з позначеними herred (червоні кордони) й syssel (кольором забарвлено сиссели Ютланду)

У Свеаланді для позначення відповідного поділу використовувався термін хундаре (hundare), але з часом його витіснили терміни härad або herred, розповсюджені в решті Скандинавії. Термін походить від прото-скандинавського *harja-raiðō — військовий загін або від прото-германського *harja-raiða — військове спорядження . Багато в чому подібний поділ відповідає терміну скіпрейд для позначення прибережних областей, чиї мешканці мали входити у лейданг, тобто споряджувати й укомплектовувати кораблі.
Нуррланд не поділявся на сотні, оскільки був мало населеним. В сучасній Швеції поділ на сотні не має адміністративного значення.
Термін хундаре донині розповсюджений в сучасній Фінляндії. Достовірно не відомо, коли поділ на сотні почав використовуватись у західній Фінляндії. Назва провінції Сатакунта дає підстави припустити, що подібний поділ міг мати місце до Північних хрестових походів, християнізації та входження до складу Швеції.

## Сполучені Штати Америки
У XVII столітті американські колонії Делавер, Нью-Джерсі, Меріленд і Пенсільванія поділялись, відповідно до англійської традиції, на сотні. Згодом сотня як адміністративна одиниця була витіснена графством. До XX століття сотні існували тільки в Делавері, де вони були податковими та виборчими округами. У 1960-их роках цю систему було скасовано.

## Україна
У Козацько-Гетьманській державі XVII-XVIII ст. та на Слобідській Україні, сотня становила адміністративно-територіальну, судову й військову одиницю у складі полку. Сотні йменувалися за назвою міст та містечок, у яких перебував сотенний уряд. Кількість сотень у полках була неоднакова (від 7 до 20) й не лишалася незмінною.